# Brett Deacon
Pour les articles homonymes, voir Deacon.

a Compétitions nationales et continentales officielles uniquement.

Dernière mise à jour le 23 octobre 2017.
Brett Robert Deacon, né le 7 mars 1982 à Leicester, est un joueur de rugby à XV qui évolue au poste de deuxième ligne. Il joue avec le club des Leicester Tigers puis au Gloucester RFC. Il est le jeune frère de Louis, également deuxième ligne et joueur de Leicester, international anglais.

## Biographie
Brett Deacon intègre l'école de rugby de Leicester à 15 ans et il joue en équipe première depuis 2003 en coupe d'Europe et dans le Championnat d'Angleterre. La concurrence est très rude à ce poste avec les internationaux anglais Louis Deacon et Ben Kay, l'international irlandais Leo Cullen et l'international écossais Jim Hamilton. En 2010, il rejoint le Gloucester RFC avant de revenir chez les Tigers en 2012.

## Palmarès
- Vainqueur du Championnat d'Angleterre en 2007, 2009, 2010 et 2013.
- Vainqueur de la Coupe Anglo-galloise en 2007, 2011 et 2012.
- Finaliste de la Coupe d'Europe en 2007 et 2009.